# Гора Спасения

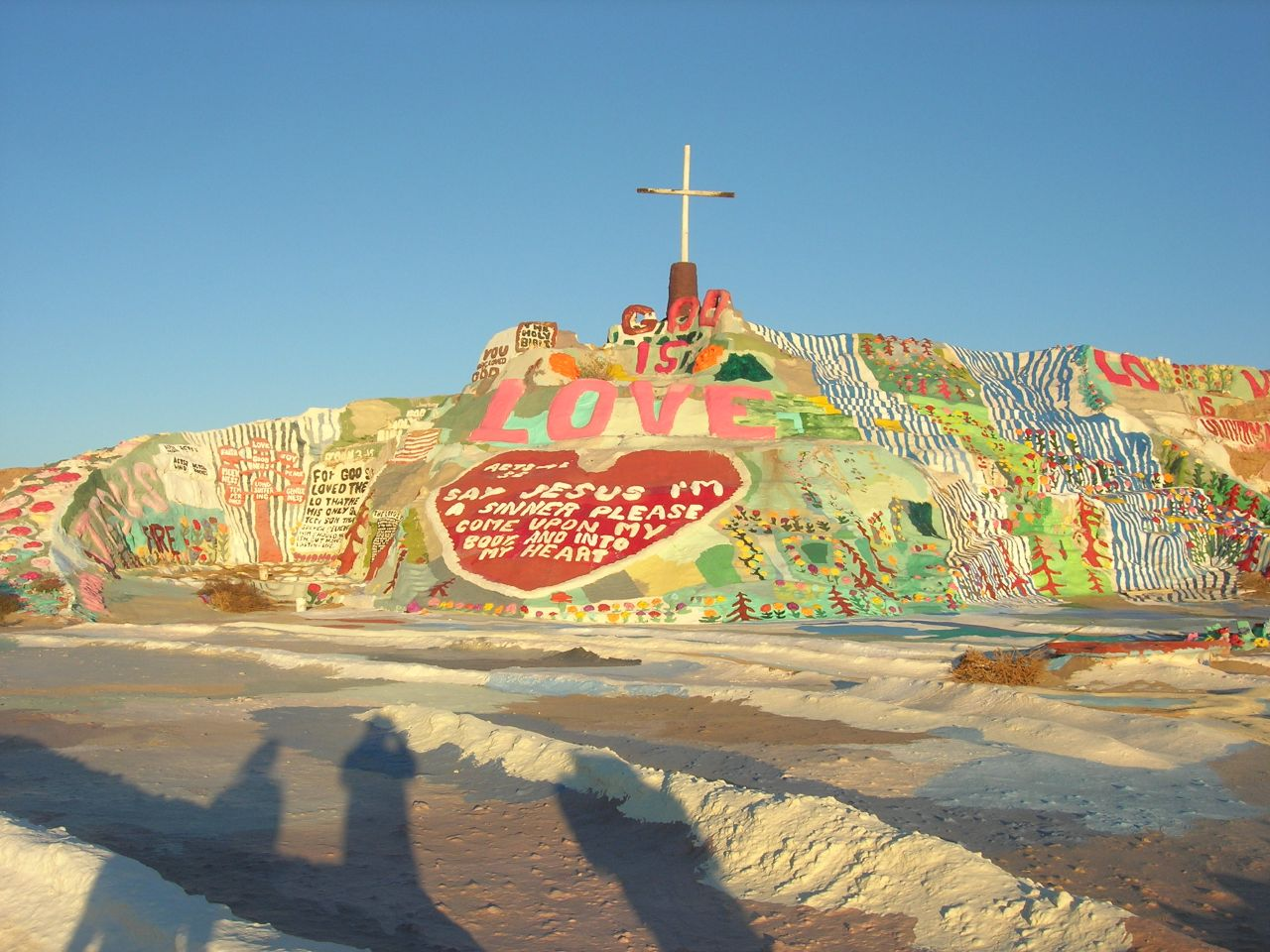
Гора Спасения

Гора Спасения (англ. Salvation Mountain) — инсталляция, покрывающая холм к северу от Калипатрии, Калифорния, около города Слэб Сити и всего в нескольких милях от Солтон-Си. Холм находится в пустыне Колорадо на юго-востоке Калифорнии. Инсталляция сделана из необожжённого кирпича, соломы и тысяч литров краски. Её создание было инициировано местным жителем Леонардом Найтом (Leonard Knight, 1931—2014), а сейчас там находятся многочисленные плакаты, на которых написаны христианские высказывания и стихи из Библии.

## История
С 1984 года как Найт начал оформлять инсталляцию, она постепенно превратилась в гору: было добавлено несколько раскрашенных и украшенных машин и грузовиков. В середине девяностых годов губернатор Калифорнии неоднократно пытался закрыть Слэб Сити и «Гору спасения». Но это было уже невозможно, так как к тому времени о Леонарде Найте и его художественном произведении узнали в других странах. В 2002 году сенатор Барбара Боксер объявила «Гору спасения» Национальным культурным достоянием.
В декабре 2011 года Найта отправили на долгосрочное лечение в Эль-Кахон с диагнозом деменция, и в феврале 2014 года он скончался. Многие беспокоятся о будущем этого места, так как за ним надо постоянно ухаживать и поддерживать в хорошем состоянии — климат в этой местности очень суровый из-за пустыни. Многие посетители привозят с собой краску, чтобы сделать пожертвование этому проекту, а группа волонтеров постоянно работает и поддерживает инсталляцию в хорошем состоянии.

## В искусстве
- Британская группа HURTS сняла на «Горе спасения» видео на свою песню «Somebody To Die For».
- В фильме «В диких условиях» (2007) Кристофер Мак-кэндлесс (Эмиль Хирш) и Трейси (Кристен Стюарт) совершают экскурсию к «Горе спасения». Там они встречаются с Леонардом Найтом, беседуют с ним и вместе работают над проектом.
- Сюжеты о «Горе спасения» появлялись в следующих документальных фильмах: «Plagues & Manly Pleasures on the Salton Sea», «Desertopia» и «Гора».
- «Гору» также сфотографировали для обложек альбомов «And The Circus Leaves Town» и «Muchas Gracias: The Best of Kyuss» стоунер-рок-группы Kyuss из Калифорнии, её также использовали на обложке альбома «Hello Hurricane» американской альтернативной рок-группы из Сан-Диего «Switchfoot».
- В игре Grand Theft Auto V появляется пародия на гору Спасения — Beam Me Up.
- Британская группа Coldplay сняла на «Горе спасения» видео на песню «Birds» с альбома «A Head Full of Dreams». Премьера видео состоялась 2 января 2016 года.
- Леонард Найт и простое послание Спасения Mountain о «God Is Love» находится в центре внимания в 2015 документального фильма Leonard Knight: A Man & His Mountain режиссёр Эндрю Блейк Дойл. Документальный фильм показывает некоторые из последних интервью с Найтом, а также кадры с похорон Рыцаря и панихиды, состоявшейся в горы.

• Катрин Йорк создала дебютный короткометражный фильм «Salvation», основанный на реальных событиях.

## Галерея

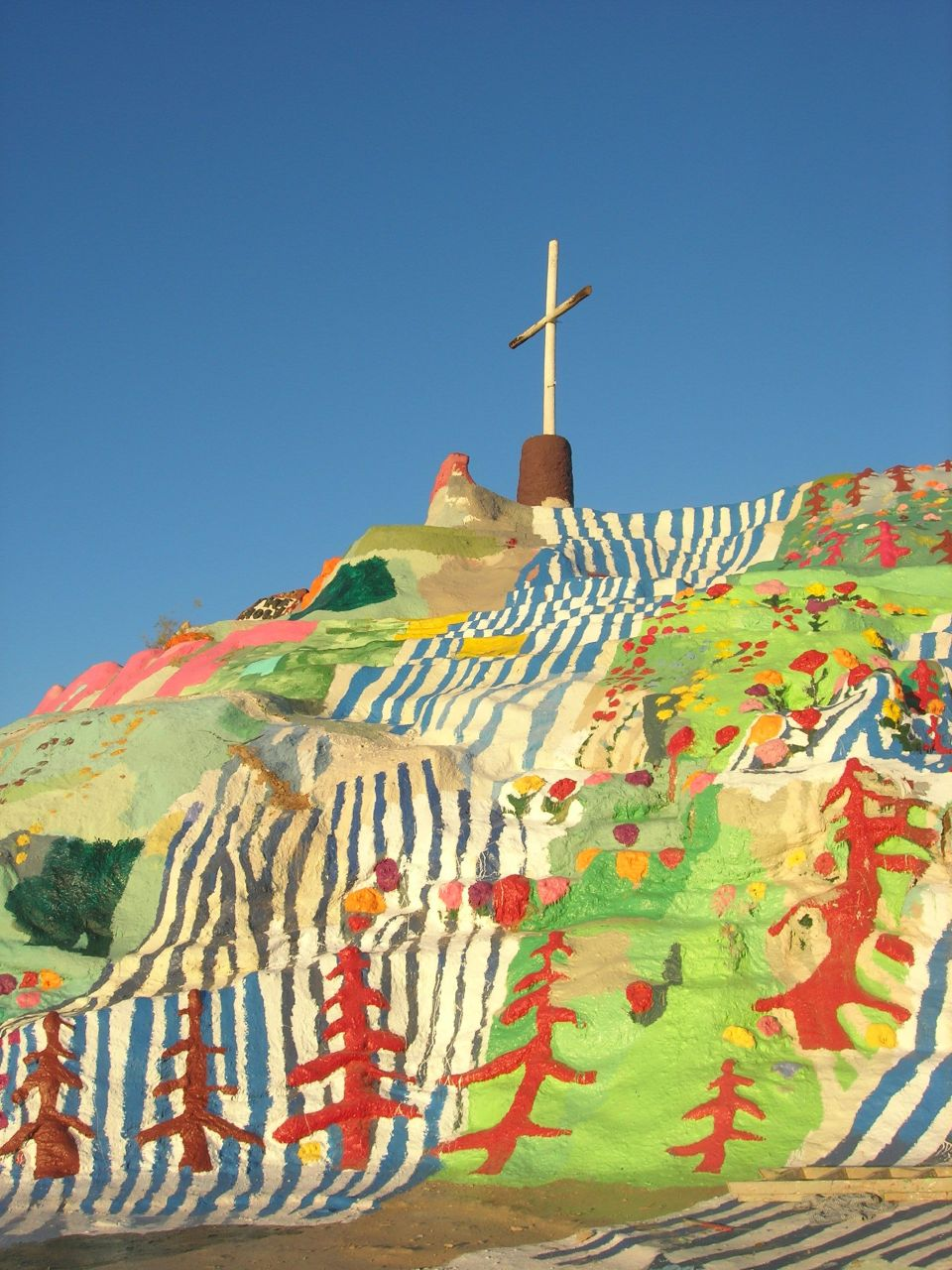
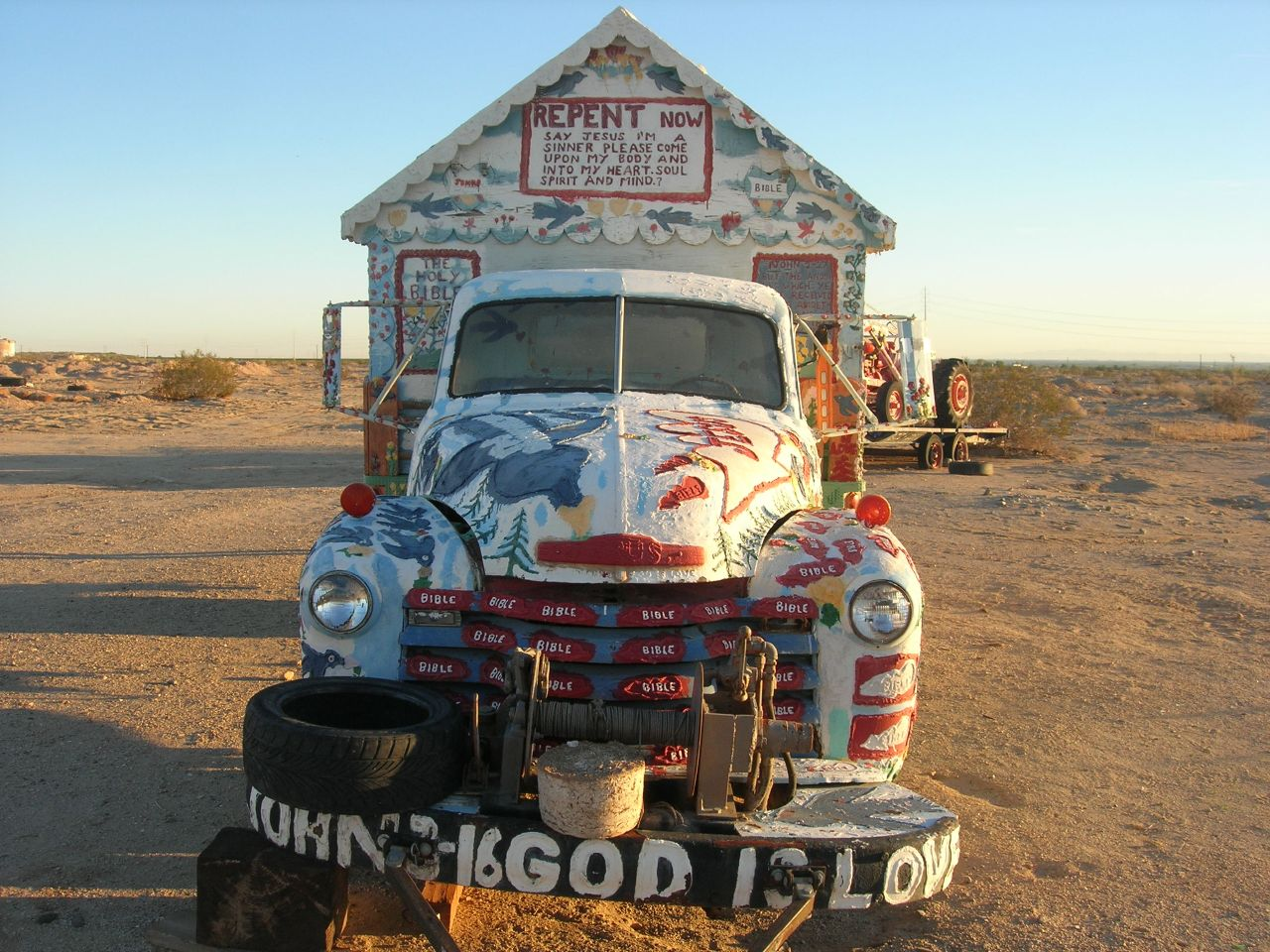
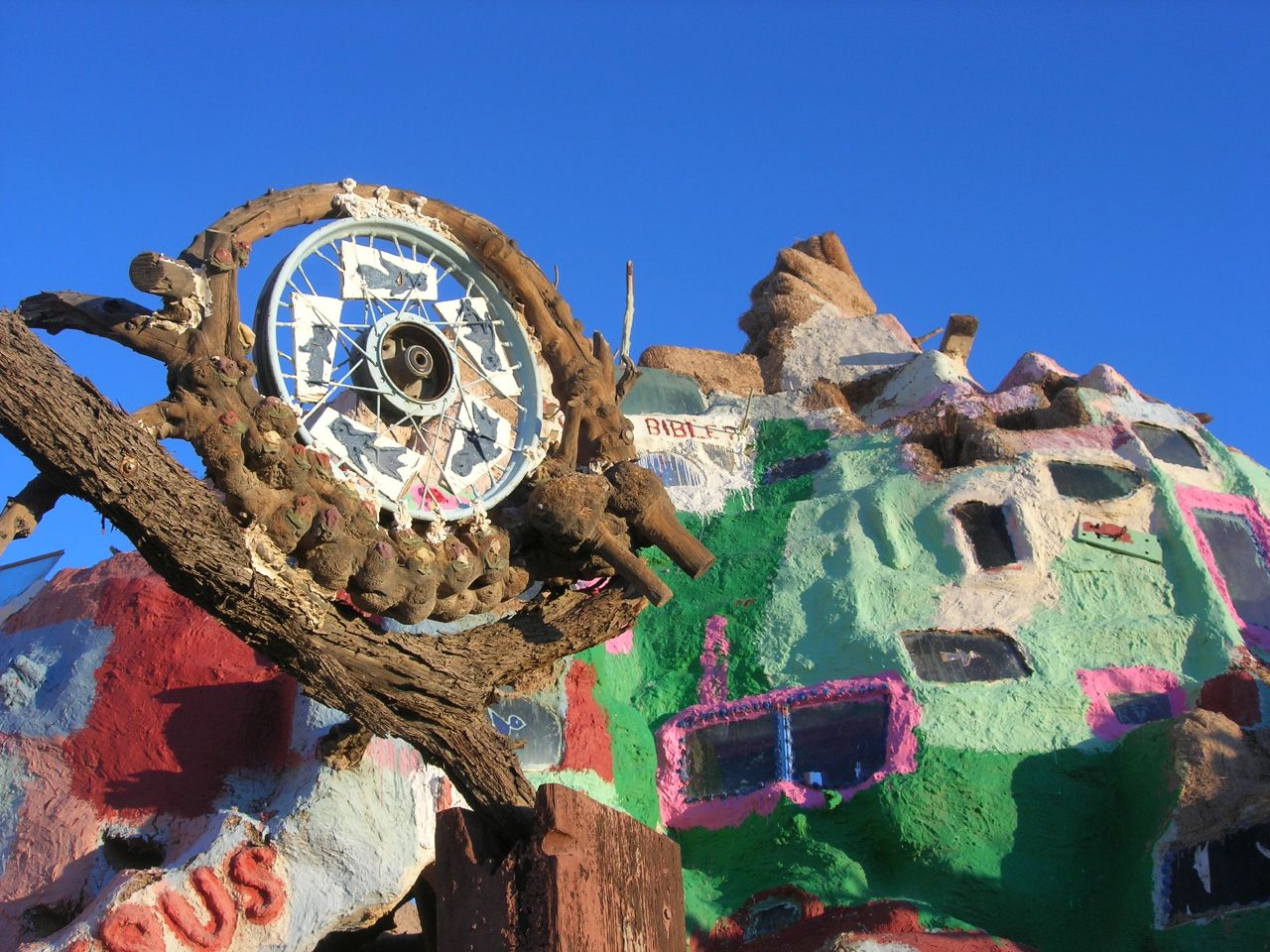